# Maribondo
Maribondo là một đô thị ở bang Alagoas, Brasil. Dân số năm 2004 ước tính là 15.237 người.